# Søren Hallar
Søren Christian Hallar, född Hanssen 12 juli 1887 i Thisted, död 24 oktober 1950 på Frederiksberg, var en dansk bibliotekarie, professor i litteraturhistoria, författare och poet.
Søren Hallar var son till realskoleläraren och kantorn Knud Hanssen (1855-1931) och Dorothea Marie Frost (1864-1938). Han tog studentexamen i Odense 1906 och magisterexamen i naturhistoria och geografi 1912 från Köpenhamns universitet, med botanik som specialitet. Han anställdes på universitetsbiblioteket 1914 och blev bibliotekarie av 1:a graden 1938. Från 1939 var han även bibliotekarie på Dramatisk bibliotek. Vid sidan om sitt arbete studerade han dansk litteratur och disputerade 1921 med avhandlingen Synselementerne i Naturskildringen hos J. P. Jacobsen. I denna försökte han kombinera naturvetenskapens undersökningsmetoder och objektivitet på litteraturvetenskapens ofta kvalitativa egenskaper, däribland statistik. Han publicerade därefter en rad mindre litteraturhistoriska arbeten: Tom Kristensen. En farvepsykologisk Studie (1926), Jacob Paludan (1927) och Leck Fischer. En, Vejledning i hans Forfatterskab (1937). Därefter gav han ut två större verk, Sophus Claussen Studier (1943) och J. P. Jacobsens Hjem og Barndom (1950). Den sistnämnda utgavs kort efter hans död. Han publicerade även flera litteraturhistoriska artiklar.
Som skönlitterär författare debuterade Hallar 1909, då hans första dikt publicerades i Poesi og prosa fra Mimers Væld. Hans första skådespel, En Aftentime (1923), publicerades under pseudonymen Johan Farn och följdes av To Skuespil (1932), Henrik Droste (1932) och Margrethe Valentin (1932) samt radiopjäserna Korsvejen och Styrelse (1944). Han gav även ut romanen Mange Mile Vand imellem (1934), som är en psykologisk äktenskapshistoria, och diktsamlingen Vers (1943).